# Gulbuget askespætte
Den gulbugede askespætte (Dendropicos goertae) er en spætte i ordenen af spættefugle. Den lever i det ækvatoriale Afrika. Hunnen lægger 2-4 æg. Fuglen er 20 cm lang. Den voksne han har en rødfarvet krone på hovedet.